# خط جوبیلی
خط جوبیلی (به انگلیسی: Jubilee line) یکی از خطوط متروی لندن است.
این خط که در سال ۱۹۷۹ راه‌اندازی شده است دارای ۲۷ ایستگاه می‌باشد و طول آن ۳۶٫۲ کیلومتر است.

## ایستگاه‌ها
| ایستگاه                             | تصویر | اره‌اندازی       | اطلاعات                                                                                          |
| ----------------------------------- | ----- | --------------- | ------------------------------------------------------------------------------------------------ |
| استن مور                            |       | ۱۰ دسامبر ۱۹۳۲  | map 1                                                                                            |
| کنون پارک                           |       | ۱۰ دسامبر ۱۹۳۲  | Opened as Canons Park (Edgware); renamed 1933map 2                                               |
| کویینزبری                           |       | ۱۶ دسامبر ۱۹۳۴  | map 3                                                                                            |
| کینگزبوری                           |       | ۱۰ دسامبر ۱۹۳۲  | map 4                                                                                            |
| پارک ومبلی                          |       | ۱۴ اکتبر ۱۸۹۳   | Change for the خط متروپولیتنmap 5                                                                |
| نیسدن*                              |       | ۲ آگوست ۱۸۸۰    | map 6                                                                                            |
| دولیس هیل*                          |       | ۱ اکتبر ۱۹۰۰    | map 7                                                                                            |
| ویلسدن گرین*                        |       | ۲۴ نوامبر ۱۸۷۹  | map 8                                                                                            |
| کیلبرن*                             |       | ۲۴ نوامبر ۱۸۷۹  | Opened as Kilburn & Brondesbury; renamed 25 September 1950map 9                                  |
| همستد غربی*                         |       | ۳۰ ژوئن ۱۸۷۹    | map 10                                                                                           |
| فینچلی                              |       | ۳۰ ژوئن ۱۸۷۹    | Change for the خط متروپولیتنmap 11                                                               |
| کلبه سویسی                          |       | ۲۰ نوامبر ۱۹۳۹  | map 12                                                                                           |
| خیابان جانز وود                     |       | ۲۰ نوامبر ۱۹۳۹  | map 13                                                                                           |
| خیابان بیکر                         |       | ۱ مه ۱۹۷۹       | Change for the خط بیکرلو, Circle, Hammersmith & City و خط متروپولیتنsmap 14                      |
| خیابان بوند                         |       | ۱ مه ۱۹۷۹       | Change for the خط مرکزی متروی لندنmap 15                                                         |
| گرین پارک                           |       | ۱ مه ۱۹۷۹       | Change for the Piccadilly و خط ویکتوریاsmap 16                                                   |
| وست‌مینستر                           |       | ۲۲ دسامبر ۱۹۹۹  | Change for the Circle and خط ناحیه متروی لندنsmap 17                                             |
| واترلو                              |       | ۲۴ سپتامبر ۱۹۹۹ | Change for the خط بیکرلو, شمالی و خط واترلو و سیتیsmap 18                                        |
| سات‌ارک ( واترلو شرقی)               |       | 20 نوامبر ۱۹۹۹  | map 19                                                                                           |
| پل لندن ( Trains to فرودگاه گاتویک) |       | ۷ اکتبر ۱۹۹۹    | Change for the خط شمالی متروی لندنmap 20                                                         |
| برموندزی                            |       | ۱۷ سپتامبر ۱۹۹۹ | map 21                                                                                           |
| کانادا واتر                         |       | ۱۷ سپتامبر ۱۹۹۹ | Change for the متروی زمینی لندن خط شرق لندنmap 22                                                |
| کنری وورف                           |       | ۱۷ سپتامبر ۱۹۹۹ | Change for the قطار سبک داکلندزmap ۲۳                                                            |
| گرینویچ شمالی                       |       | ۱۴ مه ۱۹۹۹      | Change for the Emirates Air Line from هواپیمایی امارات (ماشین کابلی)map 24                       |
| کنینگ تاون-                         |       | ۱۴ مه ۱۹۹۹      | Change for the قطار سبک داکلندزmap 25                                                            |
| وستهام-                             |       | ۱۴ مه ۱۹۹۹      | Change for the District and خط همرسمیت و سیتیs and قطار سبک داکلندزmap 26                        |
| استراتفورد-                         |       | ۱۴ مه ۱۹۹۹      | Change for the خط مرکزی متروی لندن, the متروی زمینی لندن خط شمال لندن and قطار سبک داکلندزmap 27 |

## نقشه‌ها
- ^ Stanmore – ۵۱°۳۷′۱۰″ شمالی ۰۰۰°۱۸′۱۰″ غربی / ۵۱٫۶۱۹۴۴°شمالی ۰٫۳۰۲۷۸°غربی
- ^ Canons Park – ۵۱°۳۶′۲۸″ شمالی ۰۰۰°۱۷′۴۱″ غربی / ۵۱٫۶۰۷۷۸°شمالی ۰٫۲۹۴۷۲°غربی
- ^ Queensbury – ۵۱°۳۵′۳۹″ شمالی ۰۰۰°۱۷′۱۰″ غربی / ۵۱٫۵۹۴۱۷°شمالی ۰٫۲۸۶۱۱°غربی
- ^ Kingsbury – ۵۱°۳۵′۰۵″ شمالی ۰۰۰°۱۶′۴۳″ غربی / ۵۱٫۵۸۴۷۲°شمالی ۰٫۲۷۸۶۱°غربی
- ^ Wembley Park – ۵۱°۳۳′۴۹″ شمالی ۰۰۰°۱۶′۴۶″ غربی / ۵۱٫۵۶۳۶۱°شمالی ۰٫۲۷۹۴۴°غربی
- ^ Neasden – ۵۱°۳۳′۱۵″ شمالی ۰۰۰°۱۵′۰۱″ غربی / ۵۱٫۵۵۴۱۷°شمالی ۰٫۲۵۰۲۸°غربی
- ^ Dollis Hill – ۵۱°۳۳′۰۷″ شمالی ۰۰۰°۱۴′۱۹″ غربی / ۵۱٫۵۵۱۹۴°شمالی ۰٫۲۳۸۶۱°غربی
- ^ Willesden Green – ۵۱°۳۲′۵۷″ شمالی ۰۰۰°۱۳′۱۸″ غربی / ۵۱٫۵۴۹۱۷°شمالی ۰٫۲۲۱۶۷°غربی
- ^ Kilburn – ۵۱°۳۲′۵۰″ شمالی ۰۰۰°۱۲′۱۷″ غربی / ۵۱٫۵۴۷۲۲°شمالی ۰٫۲۰۴۷۲°غربی
- ^ West Hampstead – ۵۱°۳۲′۴۹″ شمالی ۰۰۰°۱۱′۲۶″ غربی / ۵۱٫۵۴۶۹۴°شمالی ۰٫۱۹۰۵۶°غربی
- ^ Finchley Road – ۵۱°۳۲′۵۰″ شمالی ۰۰۰°۱۰′۴۹″ غربی / ۵۱٫۵۴۷۲۲°شمالی ۰٫۱۸۰۲۸°غربی
- ^ Swiss Cottage – ۵۱°۳۲′۳۵″ شمالی ۰۰۰°۱۰′۲۹″ غربی / ۵۱٫۵۴۳۰۶°شمالی ۰٫۱۷۴۷۲°غربی
- ^ St. John's Wood – ۵۱°۳۲′۰۵″ شمالی ۰۰۰°۱۰′۲۷″ غربی / ۵۱٫۵۳۴۷۲°شمالی ۰٫۱۷۴۱۷°غربی
- ^ Baker Street – ۵۱°۳۱′۱۹″ شمالی ۰۰۰°۰۹′۲۵″ غربی / ۵۱٫۵۲۱۹۴°شمالی ۰٫۱۵۶۹۴°غربی
- ^ Bond Street – ۵۱°۳۰′۵۰″ شمالی ۰۰۰°۰۹′۰۰″ غربی / ۵۱٫۵۱۳۸۹°شمالی ۰٫۱۵۰۰۰°غربی
- ^ Green Park – ۵۱°۳۰′۲۴″ شمالی ۰۰۰°۰۸′۳۴″ غربی / ۵۱٫۵۰۶۶۷°شمالی ۰٫۱۴۲۷۸°غربی
- ^ Westminster – ۵۱°۳۰′۰۴″ شمالی ۰۰۰°۰۷′۳۰″ غربی / ۵۱٫۵۰۱۱۱°شمالی ۰٫۱۲۵۰۰°غربی
- ^ Waterloo – ۵۱°۳۰′۰۹″ شمالی ۰۰۰°۰۶′۴۷″ غربی / ۵۱٫۵۰۲۵۰°شمالی ۰٫۱۱۳۰۶°غربی
- ^ Southwark – ۵۱°۳۰′۱۱″ شمالی ۰۰۰°۰۶′۱۸″ غربی / ۵۱٫۵۰۳۰۶°شمالی ۰٫۱۰۵۰۰°غربی
- ^ London Bridge – ۵۱°۳۰′۱۸″ شمالی ۰۰۰°۰۵′۱۰″ غربی / ۵۱٫۵۰۵۰۰°شمالی ۰٫۰۸۶۱۱°غربی
- ^ Bermondsey – ۵۱°۲۹′۵۳″ شمالی ۰۰۰°۰۳′۵۰″ غربی / ۵۱٫۴۹۸۰۶°شمالی ۰٫۰۶۳۸۹°غربی
- ^ Canada Water – ۵۱°۲۹′۵۴″ شمالی ۰۰۰°۰۳′۰۰″ غربی / ۵۱٫۴۹۸۳۳°شمالی ۰٫۰۵۰۰۰°غربی
- ^ Canary Wharf – ۵۱°۳۰′۱۳″ شمالی ۰۰۰°۰۱′۰۷″ غربی / ۵۱٫۵۰۳۶۱°شمالی ۰٫۰۱۸۶۱°غربی
- ^ North Greenwich – ۵۱°۳۰′۰۲″ شمالی ۰۰۰°۰۰′۱۳″ شرقی / ۵۱٫۵۰۰۵۶°شمالی ۰٫۰۰۳۶۱°شرقی
- ^ Canning Town – ۵۱°۳۰′۵۰″ شمالی ۰۰۰°۰۰′۳۰″ شرقی / ۵۱٫۵۱۳۸۹°شمالی ۰٫۰۰۸۳۳°شرقی
- ^ West Ham – ۵۱°۳۱′۴۱″ شمالی ۰۰۰°۰۰′۱۴″ شرقی / ۵۱٫۵۲۸۰۶°شمالی ۰٫۰۰۳۸۹°شرقی
- ^ Stratford – ۵۱°۳۲′۳۲″ شمالی ۰۰۰°۰۰′۱۲″ غربی / ۵۱٫۵۴۲۲۲°شمالی ۰٫۰۰۳۳۳°غربی
- ^ Neasden Depot – ۵۱°۳۳′۲۸″ شمالی ۰۰۰°۱۵′۳۱″ غربی / ۵۱٫۵۵۷۷۸°شمالی ۰٫۲۵۸۶۱°غربی
- ^ Stratford Market Depot – ۵۱°۳۱′۵۹″ شمالی ۰۰۰°۰۰′۰۴″ شرقی / ۵۱٫۵۳۳۰۶°شمالی ۰٫۰۰۱۱۱°شرقی